# Chu Hồng Y
Chu Hồng y (tiếng Trung: 周鸿祎; sinh ngày 4 tháng 10 năm 1970) là một tỷ phú, doanh nhân Trung Quốc, chủ tịch của công ty bảo mật internet Qihoo.

## Cuộc sống ban đầu
Chu Hồng y sinh ra tại Hoàng Cương, Hồ Bắc, Trung Quốc. Ông có bằng đại học và thạc sĩ khoa học tại Đại học Giao thông Tây An.

## Sự nghiệp
Ông là một trong những doanh nhân tiên phong về Internet tại Trung Quốc khi thành lập 3721 vào năm 1998, một công cụ tìm kiếm mà bán từ khóa tiếng Trung cho các tên miền sử dụng bảng chữ cái La Mã. 3721 cuối cùng đã bị Yahoo mua vào năm 2003  với giá 120 triệu USD với việc ông chuyển hướng hoạt động sang Yahoo! phiên bản Trung Quốc. Tuy nhiên, với sự khác biệt trong quản lý giữa Chu Hồng y và Yahoo, Yahoo cuối cùng bán hoạt động của mình tại Trung Quốc cho Alibaba vào năm 2005  và Chu Hồng y bắt đầu chuyển sang hoạt động về bảo mật mạng với Qihoo.
Theo tạp chí Forbes, ước tính giá trị tài sản ròng của Chu Hồng y là 1,4 tỷ USD tính đến tháng 5 năm 2014.